# 畑谷城
畑谷城（はたやじょう）は、山形県東村山郡山辺町畑谷にあった戦国時代の日本の城（山城）。東黒森山の北西に位置する「館山」の山頂を本曲輪とし、各所に空堀を配した曲輪を築いていた。山辺町指定史跡。

## 概要
畑谷城は、標高549メートルの館山山頂に位置する。山頂の本曲輪部分の四方は帯曲輪や空堀が巡らされ、また、本曲輪の西方100メートルの平坦部には三重堀、同じく東側には大規模な空堀と土塁が配置されている。
脇坂淡路守により最初に築城され、その後、最上氏の家臣・江口光清（江口道連）により拡張整備されたという。山形城の支城の一つであり、村山地方と置賜地方の境界付近に位置していることから、山形城主・最上氏にとっては、置賜地方を領した伊達氏や上杉氏に備える最前線の城（境目の城）であった。
慶長5年（1600年）の慶長出羽合戦において、上杉軍（総大将・直江兼続）が荒砥（山形県西置賜郡白鷹町）の狐越街道から約2万余の軍をひきいて山形城を目指し攻め上ってきた際の最上軍と上杉軍の最初の激戦地であり、2日間の攻防の末、城主・江口光清ほか500人が討ち取られて落城した。城の麓にある長松寺には江口光清の墓がある。
畑谷城の空堀は、上杉軍侵攻の知らせを受けてから早急に掘られたもので、全てが深く、西方の三重堀は全国でも珍しいものである。
1985年（昭和60年）12月9日に町の史跡に指定された。